# 奖章艺术公司
獎章藝術公司（英語：Medallic Art Company）位於美國內華達州代頓，曾一度是“美國歷史最悠久、最大的私人造幣廠”，專門為學校製作學術獎章、儀式權杖和官職佩鏈。2018年該公司破產後，美國錢幣學會購買了他們重要的藝術獎章、模具、石膏模型、攝影檔案和其他重要的文化資料。

## 歷史
亨利·韋爾（Henri Weil）是「居住在紐約市的一位備受尊敬的法國雕塑家」，他於1903年在曼哈頓創立獎章藝術公司。
1972年，公司遷至康乃狄克州丹伯里，然後於1991年遷移至南達科他州蘇福爾斯，最後於1997年遷至內華達州代頓，在那裡運營一座佔地115,000平方英尺（10,700平方公尺）的工廠。
獎章藝術公司製作2D和3D獎牌， 並製作一些世界上最傑出的獎項，例如普立茲獎、皮博迪獎、紐伯瑞獎和凱迪克獎，以及11位美國總統的總統就職獎章。